# Traitement d'amorçage de la germination
Pour les articles homonymes, voir Amorçage.
Le traitement d'amorçage de la germination, plus connu sous le terme anglais de priming, est une technique appliquée en agriculture pour améliorer la vitesse et l'homogénéité de la germination des semences. Elle consiste à leur faire subir un traitement qui initie la germination, puis à bloquer ce processus par redéshydratation au cours de la phase réversible, c'est-à-dire avant la percée de la radicule. L'embryon, qui ne commence pas encore sa croissance, ne subit ainsi aucun dommage lorsque la graine revient à son état initial déshydraté.
Cette technique permet la levée de la dormance et la synchronisation de la germination, mais aussi une meilleure croissance et une floraison plus précoce. Elle peut aussi parfois conduire à une meilleure tolérance aux stress abiotiques, comme la sècheresse ou la salinité.

## Méthodes d'amorçage
Il existe plusieurs méthodes :
- Par traitement osmotique (osmopriming) ;
- Par traitement hormonal (hormopriming) ;
- Par simple redéshydratation (hydropriming).